# Enrique "Kiki" Romero González
Enrique "Kiki" Romero González fue un entrenador de baloncesto mexicano. Nació en Ciudad Juárez, Chihuahua, el 8 de julio de 1929 y falleció en El Paso, Texas, el 13 de noviembre de 1992. Fue seleccionador de la Selección de Baloncesto de México de 1959 a 1963. Fue instructor de los deportistas que participaron en las Olimpiadas de 1960 en Roma, de 1968 en México y de 1976 en Montreal. En Ciudad Juárez, durante más de 40 años, formó más de 700 equipos de basquetbol, todos llamados "Scouts" en referencia a los Boy Scouts a quienes perteneció como jefe del grupo 3 "Catedral". Fue entrenador de figuras juarenses del basquetbol como Raúl Palma y Fernando Tiscareño.

## Reconocimientos
El 20 de noviembre de 1999, su nombre ingresó al salón de la fama del deporte juarense.
El 16 de noviembre de 2012, se integró al "recinto de juarenses distinguidos".
El 8 de julio de 2023 se colocó una placa en su honor en el Gimnasio Josué Neri Santos de Ciudad Juárez.